# Burtiwang
Burtiwang (nepalski: बुर्तिबाङ) – gaun wikas samiti w zachodniej części Nepalu w strefie Dhawalagiri w dystrykcie Baglung. Według nepalskiego spisu powszechnego z 2011 roku liczył on 1998 gospodarstw domowych i 8771 mieszkańców (4795 kobiet i 3976 mężczyzn).